# 安倍郡
安倍郡（日语：／ Abe gun */?）為靜岡縣的一郡。已於1969年1月1日因無管轄町村而廢除。
廢除時有以下6村：
- 大河內村
- 梅之島村
- 玉川村
- 井川村
- 清澤村
- 大川村